# Alex Uth
Alex Uth (født 19. juni 1970, død 22. juni 2019) var en dansk forfatter og udvikler af rollespil.
I 2007 debuterede hun med fantasyromanen Marskens Hemmelighed, udgivet af forlaget Phabel. Opfølgeren, Marskens Konge, blev udgivet i 2010 af People's Press jr. Hun skrev siden sms-novellen Inkasso (SMSPress) og Magtens Spor i du-er-selv-helten-genren, udgivet af Kongernes Jelling, Nationalmuseet, Museet på Koldinghus og Østfyns Museer/Nyborg Slot, 2013.

## De Unge Drager
Alex Uth fik sin debut som en del af talentudviklingsprogrammet De Unge Drager, som blev iværksat af Phabel (nu People'sPress Jr.), med Lene Kaaberbøl som mentor. De to øvrige debutantforfattere var Agnete Friis og Anders Villy Ehrenreich Eriksen.